# Riesen-Süßwasserstechrochen

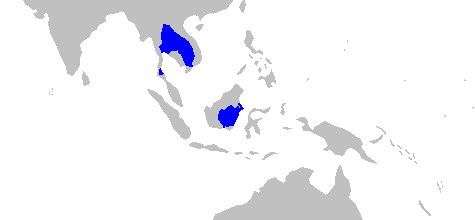
Verbreitungsgebiet (ohne Populationen mit unsicherem Artstatus)

Der Riesen-Süßwasserstechrochen (Urogymnus polylepis) ist eine Fischart aus der Familie der Stechrochen, die im Mae Nam Chao Phraya und im Mekong sowie in großen Flüssen auf Borneo  vorkommt. Die Art wurde 1852 beschrieben und gehört zu den größten Süßwasserfischen der Welt. Sie gilt aufgrund ihres disjunkten Verbreitungsgebiets, der Gefährdung ihrer Lebensräume und der Befischung durch Sportfischer oder als Beifang in manchen Populationen als bedroht.

## Merkmale
Urogymnus polylepis ist ein sehr großer Rochen mit einer breiten aber dünnen, ovalen Körperscheibe mit spitz verlängerter Schnauze. Am Schwanz setzen, wie bei allen Vertretern der Gattung, keine Lappen an. Das Auge ist sehr klein. Die Körperoberseite ist mit Placoidschuppen bedeckt und einfarbig braun oder grau. Die Bauchseite ist weiß mit einem breiten, schwarzen Rand, der an der Vorderseite mehr oder weniger stark unterbrochen ist. Der Schwanz ist peitschenartig lang und dünn und trägt einen einzelnen, giftigen Stachel. Der Durchmesser der Scheibe beträgt bis zu 2,40 Meter, die Gesamtlänge mit Schwanz kann bis zu fünf Meter erreichen. Wahrscheinlich werden die Weibchen größer als die Männchen. Das publizierte Maximalgewicht liegt bei 600 Kilogramm.

## Lebensweise
Urogymnus polylepis hält sich auf dem sandigen Grund großer Flüsse auf und ernährt sich von Wirbellosen und Fischen. Die Art besiedelt ausschließlich Süßwasserbereiche und ist lebendgebärend.

## Systematik
Die Art wurde im Jahr 1852 durch den niederländischen Ichthyologen Pieter Bleeker unter der Bezeichnung Trygon polylepis erstmals wissenschaftlich beschrieben. 1990 beschrieben Monkolprasit und Roberts einen großen Süßwasserrochen als Himantura chaophraya, jedoch stellte sich im Jahr 2008 bei Vergleichen durch Last und Manjaji-Matsumoto heraus, dass die Art mit dem Typusmaterial von T. polylepis übereinstimmt. Himantura chaophraya wurde mit T. polylepis synonymisiert, und erhielt die wiss. Bezeichnung Himantura polylepis.
Wegen der weiten Verbreitung und den sehr unterschiedlichen Größen verschiedener Populationen, vor allem zwischen Tieren aus Thailand und denen aus Australien wurde vermutet, dass es sich um unterschiedliche Arten handeln könnte. Die Tiere aus Java unterscheiden sich ebenfalls von den anderen Populationen und selbst die verstreut in Thailand vorkommenden Populationen könnten verschiedenen Arten angehören. Die Tiere aus Australien und Neuguinea wurden ebenfalls im Zuge der Arbeit von Last und Manjaji-Matsumoto im Jahr 2008 als eigenständige Art, Himantura dalyensis beschrieben. Weitere Untersuchungen des Artkomplexes scheinen dringend erforderlich zu sein.
Bei einer Mitte 2016 erfolgten Revision der Dasyatidae wurden Himantura polylepis und Himantura dalyensis in die Gattung Urogymnus gestellt.

## Funde
Am 13. Juni 2022 wurde im Mekong in der kambodschanischen Provinz Stung Treng ein 300 kg schweres Exemplar mit einer Länge von 3,98 m und einer Breite von 2,2 m gefangen. Der Fisch wurde anschließend mit einem Peilsender ausgestattet und wieder in die Freiheit entlassen.